# Phiala subiridescens
Phiala subiridescens är en fjärilsart som beskrevs av Holland 1893. Phiala subiridescens ingår i släktet Phiala och familjen Eupterotidae. Inga underarter finns listade i Catalogue of Life.